# 那慕尔站
那慕尔站（法語：Gare de Namur）是比利时那慕爾省省会那慕爾的主要鐵路車站，該站日均客流量18,600人次，是比利时第八繁忙的铁路车站，也是瓦隆尼亚最繁忙的鐵路車站。

## 列车服务
该站提供以下列车服务：
- 城际列车 (IC-01) 奥斯坦德 - 布魯日 - 根特 - 布鲁塞尔 - 鲁汶 - 列日 - 奥伊彭
- 城际列车 (IC-02) 奥斯坦德 - 布鲁日 - 根特 - 圣尼克拉斯 - 安特卫普
- 城际列车 (IC-03) 克诺克/布兰肯贝赫 - 布鲁日 - 根特 - 布鲁塞尔 - 鲁汶 - 亨克
- 城际列车 (IC-23) 奥斯坦德 - 布鲁日 - 科特赖克 - 佐特海姆 - 布鲁塞尔 - 布鲁塞尔机场
- 城际列车 (IC-23A) 布鲁日 - 根特 - 布鲁塞尔 - 布鲁塞尔机场（周一至周五）
- 城际列车 (IC-32) 布鲁日 - 鲁瑟拉勒 - 科特赖克
- 地方列车 (L-02) 泽布吕赫 - 布鲁日 – 根特 – 登德尔蒙德 – 梅赫伦（周一至周五）
- 地方列车 (L-02) 泽布吕赫 - 布鲁日 – 根特（周末）